# Aphanasium albopilosum
Aphanasium albopilosum är en skalbaggsart som beskrevs av Lea 1917. Aphanasium albopilosum ingår i släktet Aphanasium och familjen långhorningar. Inga underarter finns listade i Catalogue of Life.